# Pečat
Pečát (tudi žíg ali štampiljka) je znak kake organizacije ali posameznika, in se uporablja za določanje verodostojnosti ali tajnosti listin, pisem in drugih dokumentov. Praviloma se pečat sestoji iz voska, v katerega, ko je še stopljen in mehak, odtisnemo znak s pečatnikom, ki ga izdela graver. Pečat se na ta način prilepi na površino papirja in s tem zagotavlja, da vsebina pošiljke ni bila odprta, če pečat ni prelomljen. 
Pečat uporabljajo tudi sodne in izvršne oblasti (policija), ki v praksi zapečati prostore določenih nepremičnin tako, da kratko vrv na enem koncu s pečatom prilepi na vrata in na drugem koncu na obod vrat. Ko se vrata odprejo se pečata zlomita. Neprelomljena pečata sta dokaz, da nihče ni vstopil v prostor.
Pomožna zgodovinska veda, ki preučuje pečate, je sfragistika.